# Band für Afrika
Die Band für Afrika war ein Gemeinschaftsprojekt verschiedener deutscher Künstler, mit dem Ziel Spendengelder für Afrika zu sammeln. Vorbild dafür war das britische Projekt Band Aid, das Bob Geldof und Midge Ure 1984 in England organisierten.
Das Projekt wurde im Jahr 1985 initiiert. Der Text des Liedes Nackt im Wind stammt von Wolfgang Niedecken (BAP), die Musik von Herbert Grönemeyer. Im Januar 1985 wurde in den Studios der FSM ein Videoclip für die Fernsehsendung Formel Eins aufgenommen. Alle beteiligten Künstler und Plattenfirmen verzichteten auf ihre Gage. Der Song erreichte Platz drei der Hitparade.
Band für Afrika trat am 13. Juli 1985 anlässlich des Live-Aid-Konzerts in Köln live auf, der Titel Nackt im Wind wurde weltweit übertragen. Außerdem wurde noch Deserteure von Wolf Maahn gemeinsam gesungen, was 1987 anlässlich der damals letzten Rockpalast-Nacht in der ARD gesendet wurde.

## Bandbesetzung
- Alphaville
- BAP
- Extrabreit
- Geier Sturzflug
- George Kranz
- Gitte Hænning
- Hans Hartz
- Heinz Rudolf Kunze
- Herbert Grönemeyer
- Ina Deter
- Juliane Werding
- Klaus Lage
- Marius Müller-Westernhagen
- Münchener Freiheit
- Nena
- Peter Maffay
- Rheingold
- Rodgau Monotones
- Spider Murphy Gang
- Spliff
- Stefan Waggershausen
- Trio
- Udo Lindenberg
- Ulla Meinecke
- Uwe Fahrenkrog-Petersen
- Wolf Maahn
- Richard Wester

## Guter Zweck
„Die Künstler legen Wert auf die Feststellung, daß wirklich niemand außer den Spendenempfängern an dieser Schallplatte profitiert. Komponist, Texter, Musiker, Produzent, Schallplattenfirma und Verlag verzichten auf jeglichen Verdienst und führen mindestens 2,00 DM pro Single (plus nachträglich anfallende Gemalizenzen) als Spende auf die o.a. Konten ab. Der Schallplattenhandel wird gebeten, diesem Beispiel zu folgen.“

Von der Single wurden knapp 150.000 Exemplare verkauft – es wurde also von Künstlerseite ein Spendenerlös von rund 300.000 D-Mark erreicht.

## Diskografie
- 1985 Nackt im Wind